# Tour préliminaire des éliminatoires du Championnat d'Europe féminin de football 2013
Cet article donne les résultats des matchs des deux groupes préliminaires des éliminatoires de l'Euro 2013.

## Groupe 1
Tous les matchs se déroulent à Stroumitsa en Macédoine.
| Rang | Équipe            | Pts | J | G | N | P | Bp | Bc | Diff |  | Résultats (▼ dom., ► ext.) |  |     |     |     |
| ---- | ----------------- | --- | - | - | - | - | -- | -- | ---- |  | -------------------------- |  | --- | --- | --- |
| 1    | Macédoine du Nord | 7   | 3 | 2 | 1 | 0 | 7  | 2  | +5   |  | Macédoine du Nord          |  | 1-1 | 5-1 | 1-0 |
| 2    | Lituanie          | 4   | 3 | 1 | 1 | 1 | 5  | 3  | +2   |  | Lituanie                   |  |     | 4-1 | 0-1 |
| 3    | Luxembourg        | 3   | 3 | 1 | 0 | 2 | 4  | 9  | -5   |  | Luxembourg                 |  |     |     | 2-0 |
| 4    | Lettonie          | 3   | 3 | 1 | 0 | 2 | 1  | 3  | -2   |  | Lettonie                   |  |     |     |     |

| 3 mars 2011 | Lituanie    | 1 – 1 | Macédoine du Nord | Stadion Mladost, Stroumitsa                          |                                                      |
| 13:00       | Budrytė 71e |       | 21e Andonova      | Spectateurs : 15 Arbitrage : Simona Ghisletta Suisse | Spectateurs : 15 Arbitrage : Simona Ghisletta Suisse |
| 13:00       | Rapport     |       |                   | Spectateurs : 15 Arbitrage : Simona Ghisletta Suisse | Spectateurs : 15 Arbitrage : Simona Ghisletta Suisse |

| 3 mars 2011 | Luxembourg                         | 2 – 0 | Lettonie | Stadion Mladost, Stroumitsa                                      |                                                                  |
| 13:00       | Settani 60e (pen.) · Berscheid 70e |       |          | Spectateurs : 70 Arbitrage : Marija Margareta Damjanovic Croatie | Spectateurs : 70 Arbitrage : Marija Margareta Damjanovic Croatie |
| 13:00       | Rapport                            |       |          | Spectateurs : 70 Arbitrage : Marija Margareta Damjanovic Croatie | Spectateurs : 70 Arbitrage : Marija Margareta Damjanovic Croatie |

| 5 mars 2011 | Luxembourg  | 1 – 5 | Macédoine du Nord                                             | Stadion Mladost, Stroumitsa                          |                                                      |
| 13:00       | Settani 82e |       | 21e 62e Andonova · 24e Brahimi · 59e Saliihi · 90+3e G. Rochi | Spectateurs : 75 Arbitrage : Simona Ghisletta Suisse | Spectateurs : 75 Arbitrage : Simona Ghisletta Suisse |
| 13:00       | Rapport     |       |                                                               | Spectateurs : 75 Arbitrage : Simona Ghisletta Suisse | Spectateurs : 75 Arbitrage : Simona Ghisletta Suisse |

| 5 mars 2011 | Lettonie     | 1 – 0 | Lituanie | Stadion Mladost, Stroumitsa                                     |                                                                 |
| 13:00       | Sokolova 13e |       |          | Spectateurs : 30 Arbitrage : Ivana Projkovska Macédoine du Nord | Spectateurs : 30 Arbitrage : Ivana Projkovska Macédoine du Nord |
| 13:00       | Rapport      |       |          | Spectateurs : 30 Arbitrage : Ivana Projkovska Macédoine du Nord | Spectateurs : 30 Arbitrage : Ivana Projkovska Macédoine du Nord |

| 8 mars 2011 | Lituanie                                               | 4 – 1 | Luxembourg   | Stadion Mladost, Stroumitsa                                      |                                                                  |
| 13:00       | Imanalijeva 45+2e 85e · Vanagaitė 48e · Stasiulytė 59e |       | 65e Thompson | Spectateurs : 20 Arbitrage : Marija Margareta Damjanović Croatie | Spectateurs : 20 Arbitrage : Marija Margareta Damjanović Croatie |
| 13:00       | Rapport                                                |       |              | Spectateurs : 20 Arbitrage : Marija Margareta Damjanović Croatie | Spectateurs : 20 Arbitrage : Marija Margareta Damjanović Croatie |

| 8 mars 2011 | Macédoine du Nord | 1 – 0 | Lettonie | Stadion Mladost, Stroumitsa                        |                                                    |
| 13:00       | Rochi 31e         |       |          | Spectateurs : 100 Arbitrage : Sabine Bonnin France | Spectateurs : 100 Arbitrage : Sabine Bonnin France |
| 13:00       | Rapport           |       |          | Spectateurs : 100 Arbitrage : Sabine Bonnin France | Spectateurs : 100 Arbitrage : Sabine Bonnin France |

## Groupe 2
Tous les matchs se déroulent à Ta' Qali sur l'île de Malte.
| Rang | Équipe     | Pts | J | G | N | P | Bp | Bc | Diff |  | Résultats (▼ dom., ► ext.) |  |     |     |     |
| ---- | ---------- | --- | - | - | - | - | -- | -- | ---- |  | -------------------------- |  | --- | --- | --- |
| 1    | Arménie    | 5   | 3 | 1 | 2 | 0 | 2  | 1  | +1   |  | Arménie                    |  | 1-1 | 0-0 | 1-0 |
| 2    | Malte      | 4   | 3 | 1 | 1 | 1 | 2  | 3  | -1   |  | Malte                      |  |     | 1-0 | 0-2 |
| 3    | Géorgie    | 4   | 3 | 1 | 1 | 1 | 1  | 1  | 0    |  | Géorgie                    |  |     |     | 1-0 |
| 4    | Îles Féroé | 3   | 3 | 1 | 0 | 2 | 2  | 2  | 0    |  | Îles Féroé                 |  |     |     |     |

| 3 mars 2011 | Géorgie | 0 – 1 | Malte            | Ta' Qali Stadium, Ta' Qali                           |                                                      |
| 11:00       |         |       | 90+1e D'Agostino | Spectateurs : 220 Arbitrage : Pernilla Larsson Suède | Spectateurs : 220 Arbitrage : Pernilla Larsson Suède |
| 11:00       | Rapport |       |                  | Spectateurs : 220 Arbitrage : Pernilla Larsson Suède | Spectateurs : 220 Arbitrage : Pernilla Larsson Suède |

| 3 mars 2011 | Îles Féroé | 0 – 1 | Arménie      | Ta' Qali Stadium, Ta' Qali                            |                                                       |
| 14:00       |            |       | 8e Kostanyan | Spectateurs : 30 Arbitrage : Sjoukje de Jong Pays-Bas | Spectateurs : 30 Arbitrage : Sjoukje de Jong Pays-Bas |
| 14:00       | Rapport    |       |              | Spectateurs : 30 Arbitrage : Sjoukje de Jong Pays-Bas | Spectateurs : 30 Arbitrage : Sjoukje de Jong Pays-Bas |

| 5 mars 2011 | Arménie | 0 – 0 | Géorgie | Ta' Qali Stadium, Ta' Qali                          |                                                     |
| 11:00       |         |       |         | Spectateurs : 30 Arbitrage : Pernilla Larsson Suède | Spectateurs : 30 Arbitrage : Pernilla Larsson Suède |
| 11:00       | Rapport |       |         | Spectateurs : 30 Arbitrage : Pernilla Larsson Suède | Spectateurs : 30 Arbitrage : Pernilla Larsson Suède |

| 5 mars 2011 | Îles Féroé                    | 2 – 0 | Malte | Ta' Qali Stadium, Ta' Qali                         |                                                    |
| 14:00       | Josephsen 26e · O. Hansen 86e |       |       | Spectateurs : 250 Arbitrage : Lilach Asulin Israël | Spectateurs : 250 Arbitrage : Lilach Asulin Israël |
| 14:00       | Rapport                       |       |       | Spectateurs : 250 Arbitrage : Lilach Asulin Israël | Spectateurs : 250 Arbitrage : Lilach Asulin Israël |

| 8 mars 2011 | Îles Féroé | 0 - 1 | Géorgie           | Ta' Qali Stadium, Ta' Qali                        |                                                   |
| 11:00       |            |       | 90+5e Chichinadze | Spectateurs : 20 Arbitrage : Lilach Asulin Israël | Spectateurs : 20 Arbitrage : Lilach Asulin Israël |
| 11:00       | Rapport    |       |                   | Spectateurs : 20 Arbitrage : Lilach Asulin Israël | Spectateurs : 20 Arbitrage : Lilach Asulin Israël |

| 8 mars 2011 | Malte         | 1 – 1 | Arménie         | Ta' Qali Stadium, Ta' Qali                             |                                                        |
| 14:00       | Cuschieri 14e |       | 64e Mangasaryan | Spectateurs : 250 Arbitrage : Sjoukje de Jong Pays-Bas | Spectateurs : 250 Arbitrage : Sjoukje de Jong Pays-Bas |
| 14:00       | Rapport       |       |                 | Spectateurs : 250 Arbitrage : Sjoukje de Jong Pays-Bas | Spectateurs : 250 Arbitrage : Sjoukje de Jong Pays-Bas |